# Serpong

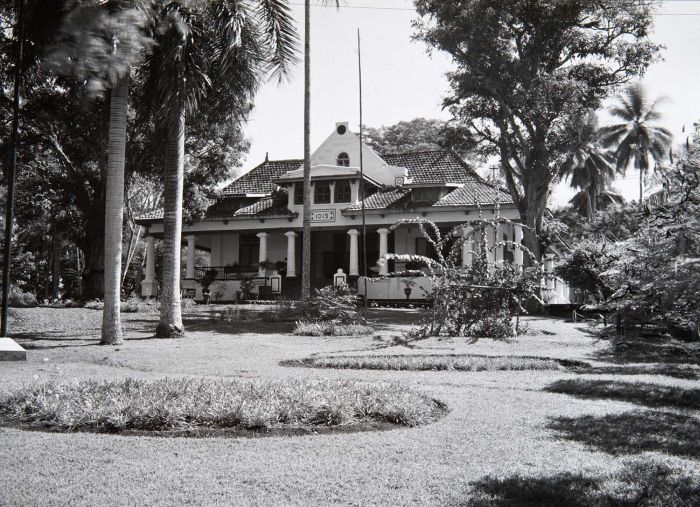
Résidence de l'adminsitrateur de la plantation de caoutchouc de Serpong dans les années 1920-1930

Serpong est un district de la ville de Tangerang Selatan dans la province de Banten, dans l'ouest de l'île de Java en Indonésie. Il est situé au sud-ouest de Jakarta, la capitale du pays, à 6° 19′ 14″ S, 106° 39′ 41″ E.
On y trouve la ville nouvelle de Bumi Serpong Damai ou "BSD City", le premier exemple de développement urbain privé d'Indonésie.